# Nazionale maschile under 20 di calcio dell'Inghilterra
La nazionale di calcio inglese Under-20 (in inglese England national Under-20 football team) è una selezione calcistica Under-20 dell'Inghilterra ed è posta sotto l'egida della Federazione calcistica inglese.
Nel suo palmarès annovera un campionato del mondo, vinto nel 2017 in Corea del Sud, ma nel 2018 da detentrice del Mondiale Under-20 e da dententori dell’Europeo Under-19, l’Under-19 inglese fallisce clamorosamente la qualificazione al Mondiale Under-20 2019, causa la sconfitta per 3-0 contro la Norvegia allo spareggio per la qualificazione al mondiale Under-20 durante l’Europeo Under-19 del 2018 in Finlandia

## Partecipazioni a competizioni internazionali

### Mondiali Under-20
| Anno   | Piazzamento      | G               | V               | N*              | P               | GF              | GS              |
| ------ | ---------------- | --------------- | --------------- | --------------- | --------------- | --------------- | --------------- |
| 1977   | Non qualificata  | Non qualificata | Non qualificata | Non qualificata | Non qualificata | Non qualificata | Non qualificata |
| 1979   | Non qualificata  | Non qualificata | Non qualificata | Non qualificata | Non qualificata | Non qualificata | Non qualificata |
| 1981   | Quarto posto     | 6               | 2               | 2               | 2               | 9               | 7               |
| 1983   | Non qualificata  | Non qualificata | Non qualificata | Non qualificata | Non qualificata | Non qualificata | Non qualificata |
| 1985   | Primo turno      | 3               | 0               | 1               | 2               | 2               | 5               |
| 1987   | Non qualificata  | Non qualificata | Non qualificata | Non qualificata | Non qualificata | Non qualificata | Non qualificata |
| 1989   | Non qualificata  | Non qualificata | Non qualificata | Non qualificata | Non qualificata | Non qualificata | Non qualificata |
| 1991   | Primo turno      | 3               | 0               | 2               | 1               | 3               | 4               |
| 1993   | Terzo posto      | 6               | 3               | 2               | 1               | 6               | 4               |
| 1995   | Non qualificata  | Non qualificata | Non qualificata | Non qualificata | Non qualificata | Non qualificata | Non qualificata |
| 1997   | Ottavi di finale | 4               | 3               | 0               | 1               | 9               | 3               |
| 1999   | Primo turno      | 3               | 0               | 0               | 3               | 0               | 4               |
| 2001   | Non qualificata  | Non qualificata | Non qualificata | Non qualificata | Non qualificata | Non qualificata | Non qualificata |
| 2003   | Primo turno      | 3               | 0               | 1               | 2               | 0               | 2               |
| 2005   | Non qualificata  | Non qualificata | Non qualificata | Non qualificata | Non qualificata | Non qualificata | Non qualificata |
| 2007   | Non qualificata  | Non qualificata | Non qualificata | Non qualificata | Non qualificata | Non qualificata | Non qualificata |
| 2009   | Primo turno      | 3               | 0               | 1               | 2               | 1               | 6               |
| 2011   | Ottavi di finale | 4               | 0               | 3               | 1               | 0               | 1               |
| 2013   | Primo turno      | 3               | 0               | 2               | 1               | 3               | 5               |
| 2015   | Non qualificata  | Non qualificata | Non qualificata | Non qualificata | Non qualificata | Non qualificata | Non qualificata |
| 2017   | Campione         | 7               | 6               | 1               | 0               | 12              | 3               |
| 2019   | Non qualificata  | Non qualificata | Non qualificata | Non qualificata | Non qualificata | Non qualificata | Non qualificata |
| 2023   | Ottavi di finale | 4               | 2               | 1               | 1               | 5               | 4               |
| Totale | 12/22            | 49              | 16              | 16              | 17              | 50              | 48              |

## Tutte le rose

### Campionato mondiale di calcio Under-20
Campionato del mondo Under-20 19811 Kendall, 2 Allen, 3 Banfield, 4 Dey, 5 Cooke, 6 Crosby, 7 Finnigan, 8 Greenall, 9 Kinsey, 10 Muir, 11 Gage, 12 Peake, 13 Gosney, 14 Robson, 15 Southey, 16 Small, 17 Wallace, 18 Webb, CT: Cartwright
Campionato del mondo Under-20 19852 Howard, 3 Thomas, 4 Stebbing, 5 Beresford, 6 Corner, 7 Cooke, 8 Moulden, 9 Wakenshaw, 10 Scott, 12 Wood, 13 Williams, 14 Carr, 15 Stein, 16 Heyes, 17 Priest, 18 Ratcliffe, CT: Sexton
Campionato del mondo Under-20 19911 Walker, 2 Hendon, 3 Wright, 4 Kavanagh, 5 Tuttle, 6 Awford, 7 Hayward, 8 Rouse, 9 Cole, 10 Mills, 11 Minto, 12 Houghton, 13 Livingstone, 14 Harkness, 15 Clark, 16 Allen, 17 Watson, 18 Bart-Williams, CT: Burnside
Campionato del mondo Under-20 19931 Sheppard, 2 S. Watson, 3 Unsworth, 4 Harriott, 5 Pearce, 6 Myers, 7 Bart-Williams, 8 Caskey, 9 Barmby, 10 Pollock, 11 Thompson, 12 Johnson, 13 D. Watson, 14 Butt, 15 Joachim, 16 Mike, 17 Selley, 18 Hughes, CT: Burnside
Campionato del mondo Under-20 19971 Lucas, 2 Upson, 3 Crowe, 4 Wallwork, 5 Curtis, 6 Broomes, 7 Morris, 8 Carragher, 9 Humphreys, 10 Murphy, 11 Easton, 12 Dyer, 13 Tyler, 14 Macken, 15 Shepherd, 16 Euell, 17 Jackson, 18 Owen, CT: Powell
Campionato del mondo Under-20 19991 Taylor, 2 Lincoln, 3 Cole, 4 Wright, 5 Haslam, 6 Murphy, 7 Crouch, 8 Johnson, 9 Dudley, 10 Piercy, 11 Etherington, 12 A. Chambers, 13 Rachubka, 14 J. Chambers, 15 Nicholls, 16 Cooper, 17 Vernazza, 18 Oliver, CT: Ramsey
Campionato del mondo Under-20 20031 Lonergan, 2 Bowditch, 3 Carruthers, 4 Fox, 5 S. Taylor, 6 Kilgallon, 7 Thomas, 8 O'Neil, 9 Chopra, 10 Carter, 11 Milner, 12 A. Taylor, 13 Turnbull, 14 Ifil, 15 Cranie, 16 McEveley, 17 Croft, 18 Welsh, 19 Johnson, 20 Wright, CT: Reed
Campionato del mondo Under-20 20091 Steele, 2 Trippier, 3 Parkes, 4 Clayton, 5 Kelly, 6 Mee, 7 Brandy, 8 Walker, 9 Tchuimeni-Nimely, 10 Woods, 11 Marshall, 12 James, 13 Oxley, 14 Briggs, 15 Hoyte, 16 Ofori-Twumasi, 17 Obika, 18 Baldock, 19 Gardner, 20 Tutte, 21 Parish, CT: Eastick
Campionato del mondo Under-20 20111 Butland, 2 Adams, 3 Baker, 4 Berahino, 5 Brown, 6 Gordon, 7 Hurst, 8 Knott, 9 Lowe, 10 McManaman, 11 Morris, 12 Ngoo, 13 Nicholls, 14 Noble, 15 Parrett, 16 Phillips, 17 Smith, 18 Taft, 19 Wabara, 20 Wallace, 21 Alnwick, CT: Eastick
Campionato del mondo Under-20 20131 Johnstone, 2 Bigirimana, 3 Potts, 4 Flanagan, 5 Dier, 6 Coady, 7 Ward-Prowse, 8 Cole, 9 Kane, 10 C. Long, 11 Reach, 12 G. Long, 13 Ripley, 14 Stones, 15 Lascelles, 16 Thorpe, 17 Williams, 18 Lundstram, 19 Pritchard, 20 Garbutt, 21 Barkley, CT: Taylor
Campionato del mondo Under-20 20171 Woodman, 2 Kenny, 3 Connolly, 4 Cook, 5 Tomori, 6 Clarke-Salter, 7 Onomah, 8 Maitland-Niles, 9 Armstrong, 10 Solanke, 11 Lookman, 12 Konsa, 13 Henderson, 14 Walker-Peters, 15 Fry, 16 Calvert-Lewin, 17 Chapman, 18 Dowell, 19 Ojo, 20 Ejaria, 21 Southwood, CT: Simpson
Campionato del mondo Under-20 20231 Cox, 2 Norton-Cuffy, 3 Doyle, 4 Scott, 5 Humphreys, 6 Quansah, 7 Devine, 8 Chukwuemeka, 9 Scarlett, 10 Ramsey, 11 Vale, 12 Beadle, 13 Sharman-Lowe, 14 Gyabi, 15 Edwards, 16 Samuels, 17 Edozie, 18 Joseph, 19 Delap, 20 Jebbison, 21 Oyegoke, CT: Foster